# 12186 Mitukurigen
12186 Mitukurigen este un asteroid din centura principală de asteroizi.

## Descriere
12186 Mitukurigen este un asteroid din centura principală de asteroizi. A fost descoperit pe 12 martie 1977 la Kiso de Hiroki Kosai și Kiichiro Hurukawa. Asteroidul prezintă o orbită caracterizată de o semiaxă mare de 2,90 ua, o excentricitate de 0,06 și o înclinație de 0,8° în raport cu ecliptica.